# Rio de Janeiro Vôlei Clube 2022-2023
Questa voce raccoglie le informazioni riguardanti il Rio de Janeiro Vôlei Clube nella stagione 2022-2023.

## Stagione
Il Rio de Janeiro Vôlei Clube utilizza la denominazione sponsorizzata Sesc RJ Flamengo nella stagione 2022-23.
Partecipa alla Superliga Série A per la diciannovesima volta, classificandosi al quarto posto in regular season: ai play-off scudetto elimina il Fluminense ai quarti di finale, prima di essere estromesso nel corso delle semifinali dal Praia Clube, chiudendo al quarto posto. In Coppa del Brasile elimina l'Osasco ai quarti di finale, prima uscire di scena in semifinale contro il Minas e ottenere un terzo posto finale.
In ambito statale si aggiudica il Campionato Carioca per la diciottesima volta.

## Organigramma societario
Area direttiva
- Presidente: Paulo Antônio Ubach Monteiro

Area tecnica
- Allenatore: Bernardo de Rezende
- Secondo allenatore: Ricardo Tabach
- Assistente allenatore: Hélio Griner
- Preparatore atletico: Gabriel da Cunha

Area sanitaria
- Fisioterapista: Márcio Menezes

## Rosa
| N° | Nome               | Ruolo | Data di nascita  | Nazionalità sportiva |
| -- | ------------------ | ----- | ---------------- | -------------------- |
| 1  | Adria Silva        | C     | 11 agosto 2004   | Brasile              |
| 2  | Marcelle da Silva  | S     | 2 febbraio 2002  | Brasile              |
| 3  | Bruna da Silva     | O     | 3 luglio 1989    | Brasile              |
| 4  | Julliana Gandra    | C     | 1º marzo 2004    | Brasile              |
| 5  | Heloise Soares     | P     | 11 ottobre 2004  | Brasile              |
| 6  | Juciely Barreto    | C     | 18 dicembre 1980 | Brasile              |
| 7  | Ana Cristina Porto | P     | 10 gennaio 1982  | Brasile              |
| 8  | Fernanda da Silva  | C     | 17 luglio 1984   | Brasile              |
| 9  | Sabrina Machado    | O     | 9 aprile 1996    | Brasile              |
| 10 | Michelle Pavão     | S     | 31 ottobre 1986  | Brasile              |
| 11 | Valquíria Dullius  | C     | 19 agosto 1994   | Brasile              |
| 12 | Gabriella de Souza | S     | 14 dicembre 1993 | Brasile              |
| 13 | Brie O'Reilly      | P     | 24 gennaio 1998  | Canada               |
| 14 | Aline Maestri      | S     | 16 novembre 2005 | Brasile              |
| 15 | Monique Pavão      | O     | 31 ottobre 1986  | Brasile              |
| 19 | Helena Hoengen     | L     | 11 febbraio 2005 | Brasile              |
| 21 | Veronica Jones     | S     | 20 gennaio 1997  | Stati Uniti          |
| 22 | Laís Vasques       | L     | 12 febbraio 1996 | Brasile              |

## Statistiche

### Statistiche di squadra
| Competizione      | Punti | In casa | In casa | In casa | In trasferta | In trasferta | In trasferta | Totale | Totale | Totale |
| Competizione      | Punti | G       | V       | P       | G            | V            | P            | G      | V      | P      |
| ----------------- | ----- | ------- | ------- | ------- | ------------ | ------------ | ------------ | ------ | ------ | ------ |
| Superliga Série A | 45    | 13      | 9       | 4       | 14           | 8            | 6            | 27     | 17     | 10     |
| Coppa del Brasile | -     | 0       | 0       | 0       | 1            | 1            | 0            | 2      | 1      | 1      |
| Totale            | -     | 13      | 9       | 4       | 15           | 9            | 6            | 29     | 18     | 11     |

### Statistiche dei giocatori
| Giocatrice  | Superliga Série A | Superliga Série A | Superliga Série A | Superliga Série A | Superliga Série A |
| Giocatrice  | P                 | PT                | AV                | MV                | BV                |
| ----------- | ----------------- | ----------------- | ----------------- | ----------------- | ----------------- |
| J. Barreto  | 25                | 245               | 166               | 61                | 18                |
| B. da Silva | 18                | 130               | 111               | 13                | 6                 |
| F. da Silva | 1                 | 0                 | 0                 | 0                 | 0                 |
| M. da Silva | 21                | 3                 | 0                 | 0                 | 3                 |
| G. de Souza | 24                | 44                | 38                | 2                 | 4                 |
| V. Dullius  | 27                | 223               | 137               | 69                | 17                |
| J.a Gandra  | 6                 | 35                | 21                | 11                | 3                 |
| H. Hoengen  | 23                | 8                 | 6                 | 2                 | 0                 |
| V. Jones    | 27                | 485               | 416               | 30                | 39                |
| S. Machado  | 24                | 303               | 269               | 24                | 10                |
| A. Maestri  | 5                 | 2                 | 2                 | 0                 | 0                 |
| B. O'Reilly | 23                | 88                | 39                | 30                | 19                |
| Mi. Pavão   | 25                | 214               | 179               | 179               | 16                |
| Mo. Pavão   | 0                 | 0                 | 0                 | 0                 | 0                 |
| A.C. Porto  | 8                 | 0                 | 0                 | 0                 | 0                 |
| A. Silva    | 0                 | 0                 | 0                 | 0                 | 0                 |
| H. Soares   | 0                 | 0                 | 0                 | 0                 | 0                 |
| L. Vasques  | 27                | 0                 | 0                 | 0                 | 0                 |

P = presenze; PT = punti totali; AV = attacchi vincenti; MV = muri vincenti; BV = battute vincenti

NB: Non sono disponibili i dati relativi alla Coppa del Brasile e, di conseguenza, quelli totali.